# 皮奥伊州圣佩德罗
皮奥伊州圣佩德罗（葡萄牙語：São Pedro do Piauí）是巴西皮奥伊州的一个市镇。总面积525.723平方公里，总人口13093人，人口密度24.9人/平方公里。